# Kermajärvi
Le lac Kermajärvi (finnois : Kermajärvi) est un lac situé à Heinävesi, c'est le 53ème plus grand lac de Finlande,.
Le village d'Heinävesi est construit sur les rives du lac Kermajärvi.

## Présentation
Le Kermajärvi a une superficie de 85,57 km² et une altitude de 80,1 mètres.
Il a une orientation nord-ouest-sud-est, où l'o' peut clairement voir la direction de l'évacuation glaciaire.
Le lac est protégé dans le cadre du programme Natura 2000 en tant qu'espace protégé de paysage et de plage d'importance nationale.
Le Kermajärvi est le lac principal de la voie navigable d'Heinävesi.
À Karvio, au nord du Kermajärvi, le lac Varisvesi se déverse dans le Kermajärvi par les rapides Karvionkoski.
Du Varisvesi, on peut rejoindre Suvasvesi, Kuopio ou les canaux de Varistaipale et de Taivallahti jusqu'au Juojärvi, qui est à près de 20 mètres au-dessus du Kermajärvi.
À l'autre extrémité du lac Kermajärvi, dans le village de Kerma, le lac traverse les rapides Kermakoski en direction de Joutenvesi et d'Haukivesi. Savonlinna est accessible par les canaux de Vihovuonne, Pilpa et Kerma, achevés en 1903-1906. 
Le lac Petrumajärvi se déverse dans le Kermajärvi.